# Bartholomäus Krüger
Bartholomäus Krüger (Sperenberg, 1540 – Trebbin, 1597) è stato un poeta tedesco.
Documenti lo indicano come segretario comunale e organista tra il 1580 e il 1597 presso Trebbin. Kruger è l'autore del famoso libro Chapbook dal titolo Hans Clauerts werklichen Historie. 
Tra gli altri suoi lavori: Eine schöne und lustige neue Aktion von dem Anfang und Ende der Welt (1580) e Wie die bäurischen Richter einen Landsknecht unschuldig hinrichten lassen (1580 circa). 
| Controllo di autorità | VIAF (EN) 18074906 · ISNI (EN) 0000 0001 1748 0811 · CERL cnp00430411 · LCCN (EN) no90004346 · GND (DE) 121284891 · BNF (FR) cb13168726j (data) |